# 太田里織菜
太田里織菜（日语：太田 里織菜，1996年12月31日—）是日本女藝人，為女子偶像團體NMB48 Team M前成員以及愛乙女☆DOLL成員，岐阜縣出身，所屬經紀公司為Arc Jewel。

## 來歷
- 2005年參加『三井不動産兒童比賽』得獎。
- 2006年參加『avex audition 2006』合格。
- 2010年9月20日參加『NMB48一期生徵選會』合格（參加總數7,256名、最終合格者26名）。
- 2010年10月9日於AKB48的演唱會『東京秋祭』中和其他的26名合格者一同首次登場，NMB48正式出道，活動正式開始。
- 2011年1月1日、『NMB48 研究生 1st Stage「為了誰」』公演為選抜成員16名之一人公演出道。
- 2012年1月26日、NMB48研究生29人之中選出Team M初期成員16人，昇格為正規成員。
- 2012年10月4日、於公演中發表畢業宣言[2][3]。
- 2012年10月25日，在NMB48劇場舉行畢業公演。10月28日，在大阪舉行握手會後，自NMB48畢業。
- 2015年3月15日，參加愛乙女☆DOLL新成員徵選會合格。4月4日，作為5期生正式加入愛乙女☆DOLL[4]。

## 人物
- 興趣・特技是網球、看流行雜誌、唱歌、鋼琴、英語。唱歌和舞蹈從小學時代繼續[5]。手藝[6]。
- 喜歡歌手是大塚愛、生物股長。
- 尊敬的人是父母。
- 喜歡的食物是青椒[7] 黃金奇異果（不吃綠色奇異果）[8]。
- 喜歡的男性類型是笑顔笑容可愛的人[7]。
- 小学校時代已擔任應援團和学級委員和歌声委員長[9]。
- 將來的夢想是成為歌手和女演員[10]。
- [10]　。
- 憧憬的前輩是古川愛李（SKE48）[11]。

### NMB48相關
- 在Google+，AKB48團體的社團活動是輕音部所屬[12]。

## NMB48参加曲

### 單曲CD選抜曲
NMB48名義
- 「絕滅黑髮少女」收錄
  - 三日月的背影
- 「Oh My God!」收錄
  - 我在等待
  - 捕食者們 - 紅組名義
- 「純情U-19」收錄
  - 每當場所GO! - Under Girls名義
- 「海岸邊最可愛的女孩！」收錄
  - 不講理的一球 - Under Girls名義
- 「Virginity」收錄 
  - 稍微彎腰
- 「北川謙二」收錄
  - 睡著之前沒有羊出現

AKB48名義
- 「格子花紋」收錄
  - 那一天的風鈴 - Waiting Girls名義

### 劇場公演單曲
Team N 1st Stage「為了誰」公演
1. 用飛吻擊落他!
2. 制服真礙事

## 出演

### 電視
- docking48（2012年9月25日、關西電視台）

### 舞台劇
- 吉本興業創業100周年記念公演 吉本百年物語 6月公演「舶来上等、どうでっか?」（2012年6月12日 - 7月1日、難波豪華花月）[13][14]

## 外部連結
- （日語）NMB48個人介紹頁
- （日語）NMB48官方部落格「太田里織菜」
- （日語）太田織菜官方部落格 （页面存档备份，存于）
- （日語）太田織菜的X（前Twitter）
- （日語）太田織菜的Instagram帳戶